# Ion Dolănescu
Ion Dolănescu (n. 25 ianuarie 1944, Perșinari, Dâmbovița, România – d. 19 martie 2009, București, România) a fost un cântăreț român de muzică populară și deputat în legislatura 2000-2004, ales în județul Ilfov pe listele partidului PRM.A fost supranumit "regele muzicii populare". 

## Date biografice
Ion Dolănescu s-a născut în satul Perșinari, județul Dâmbovița.
În 1961 a urmat-o pe Maria Tănase într-un turneu de două-trei săptămâni prin județul Dâmbovița. A debutat la 18 ani, la Casa de Cultură din Târgoviște. În 1966 a absolvit Liceul Ienăchiță Văcărescu din Târgoviște și a urmat cursurile Școlii Populare de Artă. În 1966 devine solist la ansamblul „Ciocârlia”.
A fost căsătorit întâi cu Iustina Băluțeanu, iar apoi cu Maria Ciobanu, cu aceasta din urmă nefiind căsătorit și în acte. Cu a doua soție are un fiu, Ionuț Dolănescu, însă căsătoria nu a durat. În 1975 i se naște al doilea copil, Dragoș Carlos, a cărui mamă este Margarita Valenciano, din Costa Rica care atunci era studentă la Universitatea de Medicină și Farmacie Iuliu Hațieganu din Cluj. Ionuț este și el un cunoscut cântăreț de muzică populară, iar Dragoș Carlos și-a făcut și el studiile în România, actual fiind psiholog în Costa Rica și având doi copii, nepoți ai lui Ion Dolănescu: Maria de Isus, născută în 2001 și Ioan Angel Dolănescu-Bravul, născut în 2005. Din partea lui Ionuț are un nepot, pe Vlad, născut în 2008.
A fost deputat în legislatura 2000-2004, ales în județul Ilfov pe listele PRM. În cadrul activității sale parlamentare, a fost membru în grupurile parlamentare de prietenie cu Slovacia și Lituania.  A renunțat la activitatea politică deoarece a considerat că n-a reușit să facă prea mult pentru artiști.
La începutul anului 2006, Ion Dolănescu s-a declarat dezamăgit de cele lumești și a spus că va renunța la (aproape) toate lucrurile efemere pentru a-și închina viața lui Dumnezeu.
A încetat din viață la data de 19 martie 2009 la ora 16:05 în urma unei afecțiuni cardiace. Este înmormântat la cimitirul Bellu din București.
Pentru activitatea sa, Ion Dolănescu va fi numit, post mortem, cetățean de onoare al comunei sale natale, Perșinari, iar Căminul Cultural din localitate îi va purta numele.

### Controverse
Înainte de 1989 a fost acuzat de câștiguri ilicite, Ioana Radu intervenind la Nicolae Ceaușescu în favoarea lui, însă o perioadă de timp a fost considerat persona non-grata. Acest episod a inspirat celebrul șlagăr „Banii mei munciți cu gura mi i-a luat Procuratura”.
O perioadă de timp relațiile dintre el și Ionuț Dolănescu au fost foarte reci, deoarece acesta se împăcase cu mama sa și refuzase să se căsătorească cu Irinuca Loghin.[nefuncțională]

## Moștenirea artistică

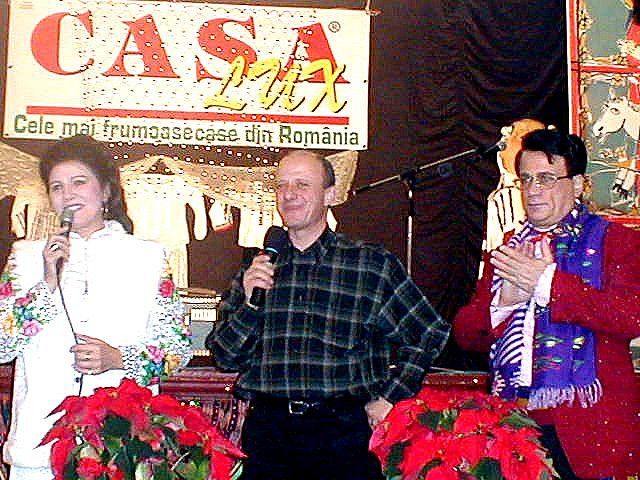
Pe aceeași scenă cu Irina Loghin și Mihai Mălaimare

Ion Dolănescu a înregistrat, de-a lungul carierei sale, nu mai puțin de 50 de albume, pe discuri de vinil și CD. A fost un interpret cu o discografie semnificativă, cu numeroase înregistrări la radio și televiziune și cu o bogată activitate concertistică. Multe melodii le-a interpretat în duet cu Ionuț Dolănescu și cu Maria Ciobanu, atât mai demult, cât și în ultimul timp, în care se împăcase și el cu ea. A mai colaborat și cu Ionela Prodan și Elena Merișoreanu.
Câteva cunoscute piese muzicale ale lui Ion Dolănescu:
- „M-am născut lângă Carpați-.-”anul 1977
- „Gorjule, grădină dulce”[4]
- „De când sunt pe-acest pământ”[4]
- „Mândro, când ne iubeam noi”[4]
- „Să-mi trăiască nevăstuica”[4]
- „Neuitata mea, Maria”[4]
- „Au, lele, vino-ncoa” (duet cu Maria Ciobanu)
- „Face-m-aș privighetoare” (duet cu Maria Ciobanu)
- „Pe sub dealul cu izvorul” (duet cu Maria Ciobanu)
- „Mi-e dor de baiatul meu”

Discografie parțială
Discuri 7 inch
- „Spune, maică, adevărat” - Electrecord,  EPC 964
- „Ion Dolănescu” - Electrecord, EPC 904
- „Au, Lele, Vino-ncoa” (cu Maria Ciobanu) - Electrecord, EPC 10.087
- „Ion Dolănescu” - Electrecord, EPC 10.014
- „Prin Pădurea Cu Flori Multe” (cu Maria Ciobanu) - Electrecord, EPC 10.120

Albume
- „Ion Dolănescu -.-” - Electrecord, EPD 1229
- „Ion Dolănescu” - Electrecord, EPD 1270
- „Maria Ciobanu și Ion Dolănescu” (cu Maria Ciobanu) - Electrecord, STM-EPE 0828
- „Gorjule, grădina dulce” - Electrecord, STM-EPE 0990
- „Cîntece și balade din țara novacilor”[5] - Electrecord, STM-EPE 01096
- „Pe drumul căruțelor” - Electrecord, STM-EPE 01520
- „Româncuța mea” - Electrecord, ST-EPE 01689
- „Romanțe și cîntece de petrecere”[5] - Electrecord, ST-EPE 01743
- „Doi voinici din lumea mare” (cu Tiberiu Ceia) - Electrecord, ST-EPE 02016
- „Mîndro, cînd ne iubeam noi” - Electrecord, ST-EPE 02286
- „Romanțe și Cîntece Îndrăgite” - Electrecord, ST-EPE 02571
- „Am cîntat și-o să mai cînt” (cu Ionuț Dolănescu) - Electrecord, ST-EPE 03835
- „Cântece de nuntă” (cu Ionuț Dolănescu) - Electrecord, EPE 04414
- „Hăulite”[5]
- „Astăzi e ziua ta” (cu Maria Ciobanu).[3]
- Călătorule Din Drum-Electrecord,EDC 409
- Gorjule Grădina Dulce-Electrecord,EDC 421
- M-am Născut Lângă Carpați-Electrecord,EDC 734
- Dacă M-aș Mai Naște Odată Romanțe Și Melodii De Petrecere-Electrecord,EDC 364
- Maria Ciobanu ȘI Ion Dolănescu-Electrecord,EDC 612

Compilații
- „Ion Dolănescu” - Electrecord, STC 00223
- „Ion Dolănescu” - Electrecord, STC 00265
- „Discul De Aur” 2009 - Intercont Music, Jurnalul Național

A primit Discul de aur 1970/1996 pentru întreaga activitate.

## Premii și distincții
Președintele României Ion Iliescu i-a conferit artistului Ion Dolănescu la 7 februarie 2004 Ordinul Meritul Cultural în grad de Mare Ofițer, Categoria D - "Arta Spectacolului", „în semn de apreciere a întregii activități și pentru dăruirea și talentul interpretativ pus în slujba artei scenice și a spectacolului”.